# Врсиње (жупа)
Врсиње или Зупци је била средњовековна жупа на просторима Конавла.

## Историја
Жупа Врсиње по први пут се спомиње у "Спису о народима" (De administrando imperio) византијског цара Константина VII Порфирогенита као део земље Травуније, односно Конавла. Врсиње се простирало у јужном делу Конавла. Од 1305. године у употреби је назив "Зупци". Назив је жупа добила по трави врсињи којом обилује овај крај. Крајем 12, у 13. и у првој половини 14. века Травунија са Врсињем била је у саставу државе Немањића. Потом овим крајевима управља Војислав Војиновић, његова удовица Гојислава и Никола Алтомановић. Од 1373. године ови крајеви су у саставу државе Твртка Котроманића. Травунија је подељена између босанских великашких породица Павловића и Косача. Врсиње је припало Косачама. Рајко Милатовић из Врсиња спомиње се 1376. године. У повељи жупана Бјељака и његовог брата Радича Санковића из 1391. године помиње се жупа Врсиње. Становници жупе Жрновнице и Конавла одржавали су сталне економске везе. Тако је неки Жрновчанин из Завриља дао у најам 15 оваца Доброславу Станојевићу из Врсиња 1392. године. Жупа Врсиње била је у саставу земље Сандаља Хранића 1424. године. Дубровчани држе Врсиње од 1445. до 1451. године. У дубровачким документима из прве половине 15. века Врсиње се спомиње четири пута: 1403, 1430, 1435, 1445. Након договора између Дубровчана и Стефана Томашевића у Бобовцу од 18. децембра 1451. године Дубровчани су добили Врсиње, Драчевицу са Рисном и Новим у замену за помоћ краљу у борби против херцега Стефана Косаче. Турци су заузели Врсиње 1466. године. У Врсињу је постављен турски субаша. 